# Kamienica przy ulicy Bednorza 14 w Katowicach
Kamienica przy ulicy ks. bp. H. Bednorza 14 w Katowicach – zabytkowa kamienica mieszkalna w Katowicach, położona przy ulicy ks. bp. H. Bednorza 14, w dzielnicy Szopienice-Burowiec. Wzniesiono ją w 1892 roku według projektu Hermanna Ritschela w stylu historyzmu. 

## Historia

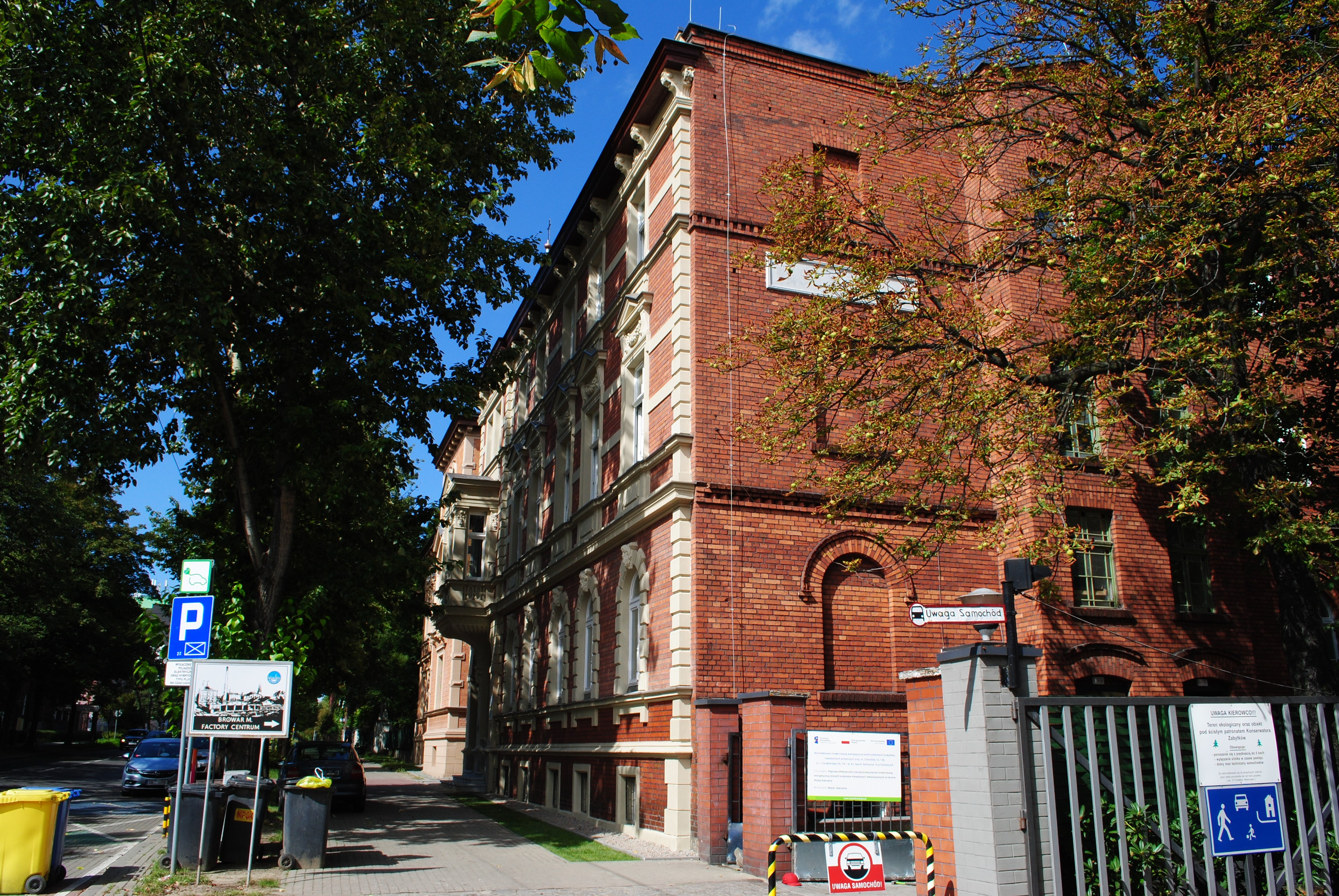
Kamienica do wschodu (2020)

Kamienica została wzniesiona wraz z sąsiednim budynkiem pod nr. 16 w 1892 roku na podstawie projektu autorstwa Hermanna Ritschela i była jednym z budynków na jednej z najbardziej reprezentacyjnej ulicy Roździenia (później część Szopienic). W kamienicy tej Albrecht Schulz założył filię Apteki Miejskiej z Mysłowic, która później stała się samodzielną placówką. Apteka w kamienicy wraz ze zmianami właścicieli działała do 2015 roku, kiedy to „Starą Aptekę” przeniesiono do Sosnowca.
W latach 1996–1997 przeprowadzono remont elewacji kamienicy, a w 2019 roku Komunalny Zakład Gospodarki Mieszkaniowej w Katowicach zakończył remont i adaptację pomieszczań w parterze kamienicy na potrzeby realizacji usług społecznościowych. Koszt prac wyniósł około 114,5 tys. zł. Centrum Społecznościowe Szopki, które miało swoją siedzibę w kamienicy, powstało na celu integracji i aktywizacji mieszkańców Szopienic-Burowca i na rzecz poprawy miejsca swojego zamieszkania. Projekt ten, realizowany był przez Miejski Ośrodek Pomocy Społecznej w Katowicach w dwóch etapach: wrzesień 2017 – sierpień 2020 i listopad 2020 – grudzień 2022 roku.
Kamienica została wpisana 7 kwietnia 2023 roku do rejestru zabytków nieruchomych województwa śląskiego pod numerem A/1165/23. Decyzja ta stała się ostateczna 27 kwietnia tego samego roku.

## Charakterystyka
Kamienica mieszkalna położona jest przy ulicy ks. bp. Herberta Bednorza 14 w Katowicach, na obszarze dzielnicy Szopienice-Burowiec. 
Jest to budynek murowany z cegły, częściowo tynkowany, zwieńczony dachem pulpitowym. Powierzchnia użytkowa kamienicy wynosi 739,43 m², a powierzchnia zabudowy 335 m². Posiada trzy kondygnacje nadziemne i jedną podziemną. Kamienica została wzniesiona stylu historyzmu i posiada bogate dekoracje nad oknami drugiej i trzeciej kondygnacji oraz zdobienia podtrzymujące gzyms (podokapowe modyliony). Okna mają ozdobne obramiania, a nadokienniki girlandy. Na dwóch pierwszych osiach fasady kamienicy mieści się wykusz z pilastrami narożnymi i hermą międzyokienną w formie kobiecej głowy. Wykusz został zwieńczony przyczółkiem, a pod nim znajduje się wejście będące pierwotnie bramą wjazdową.
Kamienica wpisana jest do rejestru zabytków nieruchomych (wpis do rejestru zabytków obejmuje budynek w obrysie jego murów zewnętrznych), a także do gminnej ewidencji zabytków miasta Katowice.
W systemie REGON według stanu z połowy 2023 roku jest wpisane jedno przedsiębiorstwo z siedzibą przy ulicy ks. bp. H. Bednorza 14. Jest nim księgarnia-antykwariat.

## Galeria
| - Herma w kształcie kobiecej głowy na fasadzie kamienicy - Wspornik wykusza kamienicy - Fragment fasady kamienicy w 2011 roku |